# 马丁·德拉普恩特
马丁·德拉普恩特·里奥沃（Martín de la Puente Riobó，1999年6月22日—），西班牙男子轮椅网球运动员。
德拉普恩特与尼古拉斯·佩弗搭档获得2022年美国网球公开赛轮椅网球男子双打冠军，是前ITF轮椅网球双打世界第一。他在2016年和2020年东京残奥会上进入双打四分之一决赛。在2024年巴黎残奥会上进入单打八强后，并成为继丹尼尔·卡韦尔扎斯基第二位进入残奥会单打八强和四强的西班牙网球运动员。同在巴黎残奥会上他与搭档卡维尔扎斯基搭档首次代表西班牙残奥会网球队进入双打半决赛。他们在男子双打比赛中获得铜牌后，为西班牙赢得了轮椅网球项目上的第一枚奖牌。
德拉普恩特出生时患有普罗特斯综合征，一只手的手指比另一只手的手指大，八岁时左脚被截肢。他从十岁起就打轮椅网球。他崇拜拉斐尔·纳达尔并把他作为偶像。